# 王德 (1906年)
王德（1906年—1996年），原名曾宗乾，男，福建龙海人，中华人民共和国政治人物。

## 生平
王德是福建省龙海县后宝村人。1926年在位于漳州的福建省立第二师范读书时入团，创建了漳州地区第一个团支部，1927年转为中共党员。1936年10月出狱（文革中因而被打入六十一人叛徒集团案受迫害）。任中共北平学委、市委组织部长。
抗战爆发后，组织了北平的地下党组织、青年学生大撤退。1937年秋在太原被北方局派往绥远，任绥远省工委（不久改称绥西工委）组织部长，在后套的“东北义勇军垦区”组建抗日挺进军先锋队（队长兼党总支书记白乙化），任参谋长。1937年11月南下，1938年1月到达山西河曲，列入八路军120师359旅序列。1938年5月到延安，任中组部训练班主任，培训从抗大和陕北公学毕业的新党员；中组部地方科科长、中央党务研究室研究员（研究室主任王若飞/任弼时兼任）。1942年8月调任晋绥分局组织部副部长。1942年12月任晋绥二地委书记兼二分区政委（司令员许光达）、120师独2旅政委。许光达后来多次说：“王德同志是和我共事过的最好政委”。1945年参加中共七大。
1945年9月至1946年9月任中共雁门区委副书记兼组织部长。后因病休养。
1949年后，任粤西区委第一书记、粤中区委第一书记、广州市委第一书记、广东省委书记处书记、中南局候补书记兼组织部长、广东省委书记（当时设有广东省委第一书记）。1983年离休。